# 長腿紅螯蛛
長腿紅螯蛛（学名：Cheiracanthium eutittha）为長腳袋蛛科紅螯蛛屬下的一个种。